# Brabourne
Brabourne är en ort och civil parish i grevskapet Kent i sydöstra England. Orten ligger i distriktet Ashford, cirka 9,5 kilometer öster om Ashford och cirka 13,5 kilometer nordväst om Folkestone. Civil parishen hade 1 306 invånare vid folkräkningen år 2021.
I civil parishen ligger även orten Brabourne Lees.